# غاري كلايتون
غاري كلايتون (بالإنجليزية: Gary Clayton)‏ (2 فبراير 1963 بشفيلد في المملكة المتحدة - ) هو لاعب كرة قدم بريطاني في مركز الوسط. لعب مع كامبريدج يونايتد ونادي بليموث أرجايل ونادي بيتربورو يونايتد ونادي بيرتن ألبيون ونادي توركي يونايتد ونادي دونكاستر روفرز وهدرسفيلد تاون ونادي غاينسبورو ترينيتي.

## وصلات خارجية
- غاري كلايتون على موقع قاعدة بيانات كرة القدم.إي يو (الإنجليزية)
- غاري كلايتون على موقع Soccerbase.com (لاعب) (الإنجليزية)